# Curiosa la cara de tu padre
Curiosa la cara de tu padre es el cuarto álbum de estudio del cantante Melendi, producido por José de Castro. Fue lanzado al mercado el martes 16 de septiembre de 2008, y como primer sencillo tiene la canción «Un violinista en tu tejado». A diferencia de los anteriores discos del cantante, este se enfoca en el rock, con muy pocas canciones de rumba española.

## Lanzamiento
Con el título de Aún más curiosa la cara de tu padre, se lanzó una reedición de este álbum el 17 de marzo de 2009. Se trata de una edición especial que consta de 2 CD en los cuales podemos encontrar, por un lado, el disco original y un segundo CD en el que se han incluido tres nuevas canciones y seis versiones de canciones que Melendi ha escogido de otros cantantes dándole su particular toque.
Estas tres nuevas canciones son «Pá que yo la cantara», «Vampiresa» y «Ni pá la pipa la sal» mientras que las versiones son «Sólo pienso en ti», de Víctor Manuel, «Alma, corazón y vida» de Los Embajadores Criollos, «Burbujas de amor» de Juan Luis Guerra, «Si tú no estás» de Rosana y «Una historia de dos» de Pablo Moro. Pero quizás, lo más relevante sea la adaptación al castellano que Melendi realiza de la canción «Same Mistake» de James Blunt, traducida como «El mismo error».

## Lista de canciones
| N.º | Título                                             | Duración |  |
| 1.  | «Como una vela»                                    | 3:41     |  |
| 2.  | «Un violinista en tu tejado»                       | 3:43     |  |
| 3.  | «Un tipo diferente»                                | 3:53     |  |
| 4.  | «Piratas del bar Caribe»                           | 4:05     |  |
| 5.  | «Déjame vivir»                                     | 3:43     |  |
| 6.  | «Mis alas son tus hojas»                           | 3:39     |  |
| 7.  | «Maldita vida loca»                                | 3:49     |  |
| 8.  | «En ocasiones veo muertos»                         | 3:27     |  |
| 9.  | «Qué más puede salir mal»                          | 3:13     |  |
| 10. | «Las cosas del amor»                               | 3:25     |  |
| 11. | «Curiosa la cara de tu padre»                      | 3:32     |  |
| 12. | «Los premios Pinocho»                              | 3:48     |  |
| 13. | «La mi mozuca» ((Sólo en las versiones digitales)) | 4:10     |  |

| Aún más curiosa la cara de tu padre |                                                                      |          |  |
| N.º                                 | Título                                                               | Duración |  |
| 13.                                 | «Vampiresa»                                                          | 3:26     |  |
| 14.                                 | «Ni pa la pipa la sal»                                               | 2:53     |  |
| 15.                                 | «Pa' que yo la cantara»                                              | 3:21     |  |
| 16.                                 | «Una historia de dos» (Compuesta por Pablo Moro)                     | 4:49     |  |
| 17.                                 | «Burbujas de amor» (Cover de Burbujas de amor - Juan Luis Guerra)    | 3:55     |  |
| 18.                                 | «Sólo pienso en ti» (Cover de Sólo pienso en ti - Víctor Manuel)     | 3:59     |  |
| 19.                                 | «Alma, corazón y vida» (Cover de Alma, corazón y vida - Los Panchos) | 3:37     |  |
| 20.                                 | «Si tú no estás aquí» (Cover de Si tú no estás - Rosana)             | 3:22     |  |
| 21.                                 | «El mismo error» (Cover de Same Mistake - James Blunt)               | 5:11     |  |

## Créditos y personal
- Ramón Melendi: voz
- Eva Durán, Loli Abadía, José Losada, Josete y La Dama: coros.
- Enzo Filippone, Manu Rey y Angie Bao: batería.
- Luis Dulzaides y Ramón «El León» González: percusión.
- José de Castro «Jopi»: guitarra eléctrica y acústica.
- José Luis Ordóñez y José Losada: guitarra española.
- José Vera: bajo.